# Салтівка
Са́лтівка (Са́лтівський житлови́й маси́в) — найбільший житловий масив України. Розташований на сході міста Харкова, в межах трьох адміністративних районів — Салтівського, Київського та Немишлянського.
Населення Салтівки складає понад 400 тисяч осіб (за цим показником він перевищує ряд обласних центрів України).
Район найбільш відомий серед жителів міста Харків як спальний. Житловий масив забудований переважно багатоквартирними будинками 1970-х років.
Салтівка відома торговельно-розважальними центрами, ресторанами, кафе, концертними залами, парками, дитячими майданчиками та місцями відпочинку. Тут розташовано чимало шкіл та установ дошкільного виховання, дозвільні центри.

## Назва
Салтівка отримала назву через дорогу, яка вела у напрямку до Старого й Верхнього Салтова (сучасними вулицями Академіка Павлова та Салтівським шосе).

## Географія

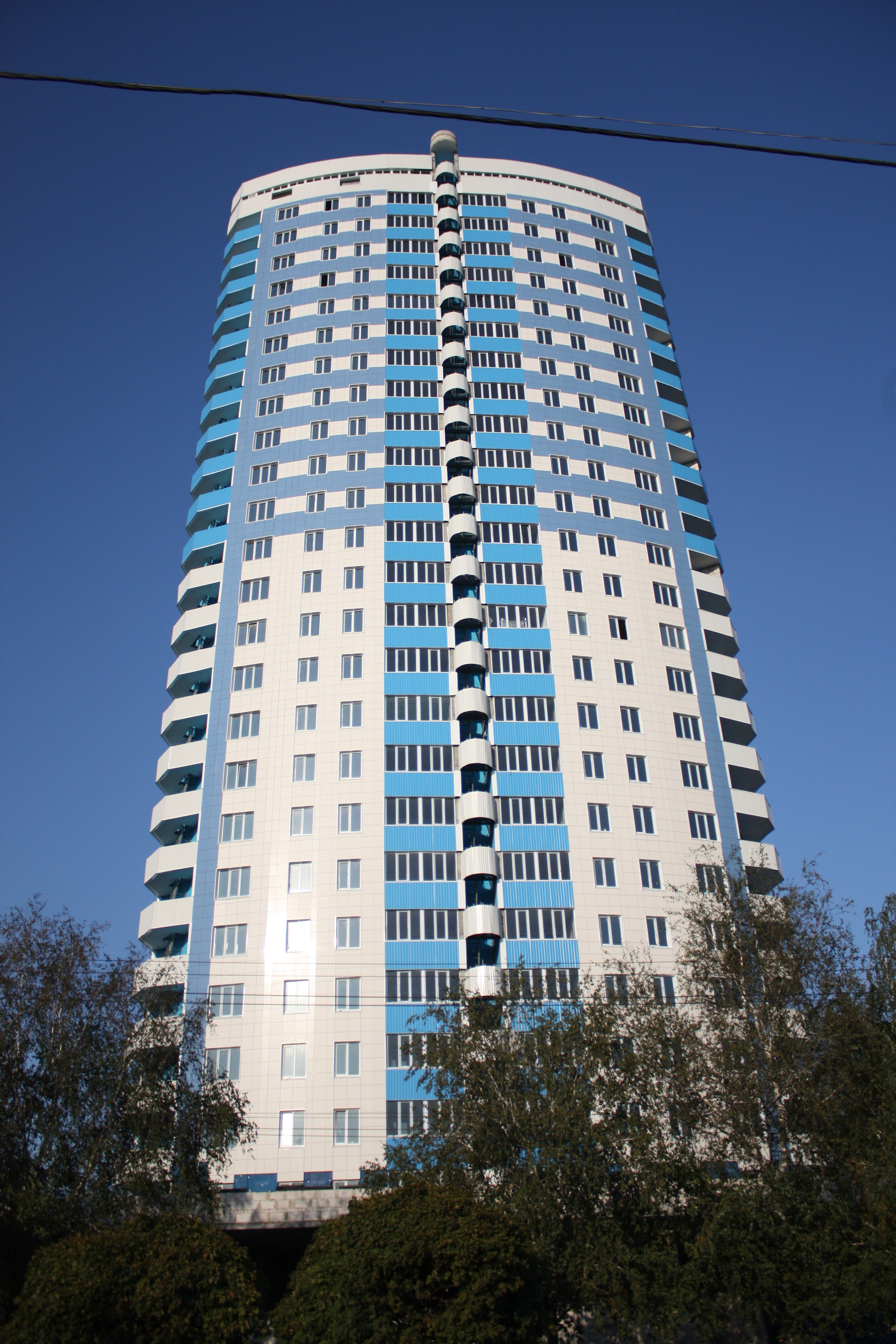
25-типоверхова будівля ЖК «Вітрила» (вул. Валентинівська, 522-й мікрорайон)

Салтівка розташована на північному сході міста Харкова. Територія складається з двох основних частин:
- Північна Салтівка — починається кільцевою автомобільною дорогою на півночі, обмежена кільцевою автомобільною дорогою на сході, Салтівкою на півдні, межує з Харківським районом на заході.
- Салтівка — на півночі обмежена Північною Салтівкою, на сході обмежена окружною автомобільною дорогою, на півдні межує з місцевістю Кулиничі та обмежена яром річки Немишля (Немишлянська вулиця), на південному заході Салтівка межує з умовним районом ХТЗ, на заході обмежена місцевістю Сабурова дача.

## Історія

### Античність
Про те, що люди існували на території Салтівки ще до нашої ери, свідчать знахідки археолога Констянтина Пеляшенка. У 2007 році на Чернівецькій вулиці (неподалік від станції метро «Академіка Павлова») він знайшов кераміку і культурний шар поселення бронзового віку. Це говорить про те, що люди жили на території сучасного Салтівського житлового масиву ще приблизно 5 тисяч років тому.
Археологічні знахідки на території, де знаходиться сучасний Салтівський житловий масив, розповідають про те, що тут у VII—V століттях до нашої ери, скіфи ховали своїх померлих під курганами. У 1977 році на території сучасного Салтівського трамвайного депо археологами Харківського історичного музею було знайдено декілька скіфських курганів. Під час розкопок вчені знайшли золоті речі. В одному з курганів було знайдено 35 золотих нашивок у формі маленьких ґудзиків з припаяними всередині петлями.

### 1914—1939
Забудова Салтівки почалась на початку XX століття, коли виникли ряд приміських поселень на північно-західній околиці Харкова, серед яких була Тюринка.
У міжвоєнний період з'явився ряд робітничих селищ — Салтівське селище та селище імені Кірова. За генеральним планом реконструкції Харкова 1934 року планувалося житлове будівництво в районі Салтівки (Салтівського селища).

### 1939—1945
У 1941 році, відрізок Ювілейного проспекту від перетину з вулицею Академіка Павлова і до вулиці Гвардійців Широнинців був великим яром. 18 грудня 1941 року до цього яру на вантажних автомобілях німецькі окупанти привезли пацієнтів психіатричної лікарні і розстріляли. На цьому місці в наші дні, на початку колишнього яру, встановлено меморіальний знак в  пам'ять про розстріляних.
На території Салтівки розгорталися бойові дії Другої світової війни. Найжорстокіші бої проходили у лютому-березні та серпні 1943 року. 11 березня 1943 року у селі Шевченки, що знаходиться неподалік від сучасної станції метро «Академіка Павлова» була одна з наймасштабніших битв між радянськими військами та воїнами нацистської Німеччини. З німецької сторони наступали підрозділи дивізії СС «Мертва голова» з використанням танків «Тигр». З радянського боку Шевченки обороняли 210 батальйон 17 бригади військ НКВС, 391 танковий батальйон 179 окремої танкової бригади і 2 гармати калібром 76 мм. з винищувально-протитанкового полку. За один день радянські солдати підбили і спалили 11 танків, 8 бронетранспортерів, 10 автомашин і знищили понад 150 солдатів і офіцерів противника. Але німцям все ж вдалося взяти Шевченки, а 16 березня 1943 року захопити і весь Харків.

### 1945—1991
До початку 1960-х років Салтівка називалася Салтівським селищем, і складалася з кількох невеликих розрізнених районів одно- триповерхової забудови (Тюринка, Стара Салтівка, селище Шевченки, селище імені Кірова).
У 1963 році почали розробляти першу схему планування та будівництва Салтівського житлового масиву.
За генеральним планом, розробленим Харківською філією «Діпромісто» (з 1964 року — інститут «Харківпроект»), Салтівка на північ від Салтівського шосе мала забудовуватись висотними будинками, в основному панельними: 9-, 12-, 16-поверховими секційними і точковими, а також п'ятиповерховими секційними будинками.
У 1967 році схема будівництва була остаточно затверджена. У цьому році і почалося будівництво житлового масиву. Окрема висотна забудова велася з 1967 року, масова забудова висотними будівлями почалася у 1970-х роках.
У 1974 році на вулиці Героїв Праці (нині вулиця Нескорених), 53 був збудований перший у місті шістнадцятиповерховий житловий будинок. У 1976 році таких будинків було вже більше двадцяти.
У 1975 році у 602-му мікрорайоні почалося будівництво найвищого у ті часи житлового будинку міста Харків. Його вистота складає 24 поверхи.
У 1984—1993 роках було забудовано Північну Салтівку.

### У Незалежній Україні
З другої половини 2000-х років активізувалося будівництво житлових будинків на Салтівці, в районі станцій метро «Студентської» та «Салтівська», а також на Північній Салтівці, де з'явилася низка новобудов.
У 2018 році було визначено, що території поза Північної Салтівки будуть відведені для комунальної складської зони, але у квітні 2019 року територію між вулицями Леся Сердюка, Наталії Ужвій, окружною дорогою та пробивками від вулиць Світлої, Соборності України, Бучми та проспекту Тракторобудівників вирішили відвести під житлове будівництво, а складську зону винести у бік окружної дороги. Відомо, що є інвестори, які зацікавлені у будівництві на цій території.

## Річки та струмки
- Харків — річка, ліва притока Лопані.
- Манжосів Яр — ліва притока Харкова (тече вздовж вулиці Метробудівників у Північній Салтівці).
- Кітлярчин струмок — ліва притока Харкова (тече вздовж вулиці Бучми).
- Глибокий Яр — ліва притока Харкова (тече вздовж вулиці Владислава Зубенка)[8].
- Журавлівське водосховище.

## Транспорт
У Салтівського житлового масиву дуже розвинена транспортна інфраструктура. Основною транспортною комунікацією є Салтівська лінія Харківського метрополітену, тролейбусні та трамвайні маршрути.

## Цікаві факти

### Рекорди Салтівки
- Салтівка — найбільший «спальний район» в Україні. Тут проживає близько третини мешканців міста.
- Барабашово — найбільший промислово-речовий ринок в Україні та Східній Європі, займає площу понад 75 га та 14-те місце в рейтингу найбільших ринків світу[9].
- Салтівське трамвайне депо на Північній Салтівці — найбільше у колишньом СРСР та СНД. Його площа 20,8 га.
- До 2004 року найвищою будівлею міста був побудований у 1980 році 24-поверховий житловий будинок в 602-му мікрорайоні на розі вулиці Познанської та проспекту Ювілейного.
- У 522-му мікрорайоні («Піски») на березі гребного каналу навпроти Журавлівського гідропарку у 2007—2008 роках побудована найвища на Салтівці будівля — житловий 25-поверховий будинок «Вітрила».
- «Кінотеатр Дафі» (нині — в мережі «Multiplex») — найбільший в Харкові. Він почав працювати у 2009 році після завершення будівництва ТРЦ «Дафі»[10].

### Цікаві факти щодо забудови Салтівки
- Салтівський житловий масив будувався як спальний район насамперед для робітників ХТЗ та інших великих харківських заводів на проспекті Героїв Харкова, тому перша трамвайна лінія сполучила район не з центром міста, а із заводською зоною. Наприкінці 1970-х — початку 1980-х років трамвайний маршрут № 23 «Салтівка — Плитковий завод» для своєчасної перевезення робітників на зміни обслуговували трамваї, які складалися з трьох вагонів. З 1990-х років, у зв'язку з браком рухомого складу та скороченням кількості робітників на заводах, трамваї складаються з двох вагонів.
- У 522-му мікрорайоні за генеральним планом житлові будинки повинні були будуватися у вигляді чотирьох величезних букв «СРСР»[11]. Було побудувано три букви С і вертикальну частину букви Р, після чого в проект були внесені зміни, і впоперек кожної букви С було збудовано ще по одному житловому будинку. Вийшов напис не «СРСР», а «містичний знак 6661»[11].
- Нумерація будинків на вулиці Дружби народів починається з 201-го будинку, оскільки планувалося побудувати вулицю, яка мала сполучати Північну Салтівку із селищем Жуковського, але після розпаду СРСР проєкт не був втілений, і була побудована лише перша черга на Північній Салтівці. На місці непобудованої ділянки залишилась приватна забудова Великої Данилівки.
- На вулиці Гвардійців Широнінців існує три автомобільно-пішохідних мости через глибокі яри, по дну яких протікають невеликі струмки: у перетину з вулицями Владислава Зубенка[8] (Глибокий яр), Бучми (Кітлярчин яр) та Метробудівників (Манжосів яр).
- Салтівський медкомплекс (в районі 602-го мікрорайону) повинен був складатися з 23 корпусів. З урахуванням гуртожитків вдалося побудувати лише 10 будівель.
- Паралельно метромосту повинен був пройти автомобільний міст, для чого були зведені опори по осі повороту вулиці Шевченка на Моїсеївскій міст. Будівництво не було завершено через відсутність коштів. Наразі зведення магістралі неможливе через щільну забудову в районі перетину вулиці Шевченка з вулицею Академіка Білецького (споруджено супермаркет «Рост», а також через існування ринку Барабашова, через які мала пройти ця траса.

### Персоналії
- На Старій Салтівці проживав один із лідерів російських нацболів Едуард Лимонов у часи його роботи на заводі «Серп і Молот».
- На Салтівці мешкає письменник Сергій Жадан.
- Олег Михайлюта («Фагот», лідер гурту ТНМК), довгий час проживав на Салтівці.

### Події
- У 1990—2000-х роках в місті було вкрадено з метою здачі в металобрухт велика кількість чавунних і сталевих люків, а також решіток зливової каналізації. Так, у лютому 2010 року, на Салтівці лише за одну ніч із застосуванням техніки було вкрадено 58 чавунних люків[12].
- Увечері 12 березня 2011 року з кінцевої зупинки «602-й мікрорайон» був викрадений тролейбус 19-го маршруту разом з кондуктором). Викрадач не впорався з керуванням і через те врізався в дерево. Викрасти машину намагався 38-річний чоловік, який знаходився в стані алкогольного сп'яніння. Викрадача затримали інспектори 5-ї роти полку ППС[13].
- 4 липня 2011 року Салтівка постраждала від найбільшого з 1974 року смерчу та зливи, внаслідок чого рух на основних вулицях району було паралізовано на 1—1,5 години, а також було підтоплено вестибюлі двох станцій метро — «Героїв Праці» та «Студентської»[14].
- Салтівка є найбільшим постраждалим районом Харкова під час російського вторгнення в Україну (2022)[15]. Найбільше дісталося мікрорайону Північна Салтівка у Харкові. Десятки будинків палали щодня[16].

## Панорама
Шаблон:Салтівка